# Adam Witwiński
Adam Witwiński herbu Prus III (ur. ok. 1570, zm. 1624) – pisarz ziemi chełmskiej.
Adam Witwiński pochodził z rodziny Wieczwińskich herbu Prus III, z linii wołyńskiej, która przybrała nazwisko Witwiński.
Był synem Macieja i Marii Korbutówny hercu Korczak, wnukiem Mikołaja i N Wasiczyńskiej herbu Korczak, bratankiem Bartosza Witwińskiego, podstolego wołyńskiego.
Najpóźniej 3 grudnia 1612 roku został nominowany na urząd  pisarza ziemi chełmskiej.  27 stycznia 1622 roku otrzymał nominację na urząd podczaszego chełmskiego, ale go nie objął. Ostatnio był wzmiankowany jako pisarz ziemi chełmskiej 6 maja 1624 roku, 30 grudnia tego roku już nie żył.